# Vilertia galeata
Vilertia galeata és una espècie de caragol d'aigua dolça de la família dels hidròbids caracteritzada científicament com a tal l'any 2022, a partir del descobriment fortuït d'uns exemplars a Catalunya després del temporal Glòria del 2019.
Es tracta d'un mol·lusc valvatiforme i estigobi, endèmic de la conca del riu Fluvià, que esdevé l'únic tàxon conegut del gènere Vilertia. S'anomena així en honor al poble de Vilert, a Esponellà, on fou trobat per primera vegada a la font de Beu-i-tapa.

## Morfologia
Vilertia galeata és un caragol translúcid i sense coloració de dimensions molt petites: només té entre 1 i 1,5 mil·límetres de longitud. Es caracteritza per la manca d'ulls i es distingeix d'altres espècies de caragols d'aigua dolça de la península Ibèrica pel seu característic gir corbat i cap enfora del llavi (obertura) extern de la closca, que és circular i plana.
En el cas dels mascles, el penis és ample i amb la punta arrodonida, mentre que les femelles tenen el tret distintiu d'una bursa esfèrica i sense receptacle.

## Hàbitat i preservació
Aquesta espècie habita les aigües subterrànies del riu Fluvià i només es pot albirar a la superfície per la força dels dolls i la pujada del nivell freàtic dels aqüífers, sovint provocades per temporals o forts episodis de pluja. Presenta un endemisme molt localitzat en aquesta conca hidrogràfica, que fins ara només s'ha definit en dues fonts a 2 quilòmetres de distància l'una de l'altra i dins del terme municipal d'Esponellà: la deu d'en Roure i la font de Beu-i-tapa.
Tot i que els descobridors hipotetitzen que podria trobar-se en altres zones al llarg del curs del riu i que la seva presència és un bioindicador de la bona qualitat de l'aigua, la reduïda circumscripció geogràfica el fa molt sensible a possibles contaminacions o actuacions urbanístiques. El seu estat de conservació no ha estat definit per la Unió Internacional per a la Conservació de la Natura (UICN).

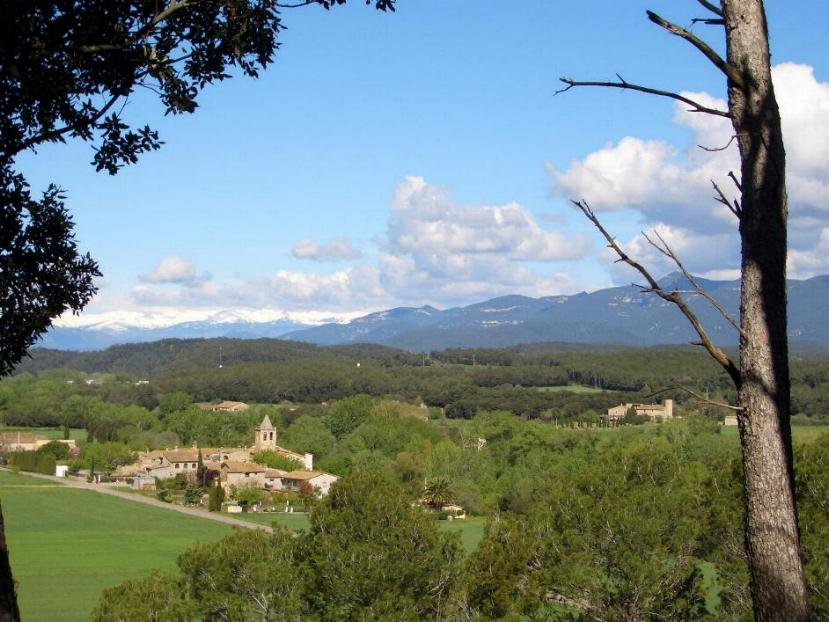
Poble de Vilert, on es troben les dues fonts amb exemplars coneguts de V. galeata